# Тельмана (Целиноградский район)
Тельмана — упразднённое село в Целиноградском районе Акмолинской области. На момент упразднения входило в состав Кощинского сельского округа. В 2007 году включено в состав города Астана и исключено из учётных данных

## География
Располагалось на левом берегу реки Есиль, ныне представляет собой жилой массив Тельмана в Есильском районе города Астана.

## История
До 1990-х годов входило в состав упразднённого Заречного сельсовета.
Указом Президента Республики Казахстан «Об изменении границ города Астаны» от 8 августа 2000 года часть населённых пунктов района, в том числе село Тельмана, были включены в административно-территориальные границы города Астана..

## Население
В 1989 году население села составляло 543 человека. Национальный состав: немцы. По данным переписи 1999 года, в селе проживало 464 человека, в том числе 237 мужчин и 227 женщин.